# Tur
Tur (lat. Bos) je rod přežvýkavců z čeledi turovitých. Jsou to velcí, ve stádech žijící býložravci. Všechny v současnosti žijící divoké druhy žijí pouze v Asii, domestikovaný tur domácí se díky člověku vyskytuje prakticky na celém světě.
Charakteristickým znakem turů jsou rohy oválného nebo okrouhlého tvaru, u tura domácího byla ovšem vyšlechtěna i bezrohá plemena.
Tuři žijí v matriarchálních skupinách, které jsou tvořeny telaty, jalovicemi a krávami, samčí skupiny žijí odděleně. Staří býci mohou být teritoriální. Pouze během reprodukční sezóny jsou stáda smíšená. Krávy rodí jediné tele, vazba mezi matkou a mládětem je velmi silná. Pasou se na vegetaci za úsvitu a za soumraku, na pastvinu je skupina vedena starou, zkušenou krávou. V některých oblastech migrují.

## Systém
Do rodu Bos se tradičně řadí tyto divoké druhy:
- † pratur (Bos primigenius) – divoký předek tura domácího a zebu,

- gaur (Bos gaurus) – divoký předek gayala,

- banteng (Bos javanicus) – divoký předek tura balijského,

- kuprej (Bos sauveli),

- jak divoký (Bos mutus) – divoký předek jaka domácího.

Takto pojatý rod Bos je však parafyletický a pro zajištění jeho přirozenosti je nutné jej rozšířit o dvojici druhů, která byla tradičně klasifikována v samostatném rodu bizon (Bison):
- bizon americký (Bos bison, dříve Bison bison),[1]
- zubr evropský (Bos bonasus, dříve Bison bonasus).[2]

Kromě divokých druhů patří do tohoto rodu ještě několik druhů domestikovaných, jmenovitě:
- tur domácí (Bos taurus[3]) – domestikovaná forma pratura,
- zebu (Bos indicus[3]) – domestikovaná forma pratura,
- gayal (Bos frontalis[3]) – domestikovaná forma gaura,
- tur balijský (Bos domesticus[3]) – domestikovaná forma bantenga,
- jak domácí (Bos grunniensis[3]) – domestikovaná forma jaka divokého.